# Paweł (Konstantinow)
Paweł, imię świeckie Petyr Konstantinow (ur. 5 marca 1882 w Samokowie, zm. 5 października 1940) – bułgarski biskup prawosławny.

## Życiorys
Ukończył szkołę podstawową w rodzinnym Samokowie i gimnazjum w Ruse. Edukację teologiczną na poziomie średnim i wyższym uzyskał w Rosji, w Taurydzkim Seminarium Duchownym w Symferopolu, a następnie w Petersburskiej Akademii Duchownej, gdzie w 1907 obronił dysertację kandydata nauk teologicznych. Po powrocie do Bułgarii, 6 grudnia 1907, złożył wieczyste śluby mnisze przed metropolitą tyrnowskim Antymem, przyjmując imię Paweł. 20 czerwca 1908 metropolita dorostolsko-czerweński Bazyli wyświęcił go na hieromnicha. Objął następnie funkcję protosynkellosa (protosyngla) metropolii płowdiwskiej. 26 grudnia 1913 metropolita płowdiwski Maksym nadał mu godność archimandryty.
W 1917 został rektorem seminarium duchownego w Sofii, którym kierował przez sześć lat. 27 marca 1921 miała miejsce jego chirotonia biskupia, po której otrzymał honorowy tytuł biskupa dragobitijskiego. Należał do najlepiej wykształconych hierarchów Bułgarskiego Kościoła Prawosławnego swoich czasów. Był również znakomitym administratorem.
23 marca 1922, po śmierci metropolity Metodego, objął katedrę starozagorską i sprawował na niej urząd metropolity do swojej śmierci w 1940.